# Maciej Woźniczka
Maciej Woźniczka – polski filozof, dr hab. nauk humanistycznych, profesor nadzwyczajny i kierownik Katedry Filozofii Wydziału Humanistycznego Uniwersytetu Humanistycznego-Przyrodniczego im. Jana Długosza w Częstochowie.

## Życiorys
W 1979 ukończył studia chemiczne na Politechnice Łódzkiej, natomiast w 1986 studia filozoficzne na Uniwersytecie Łódzkim. 13 października 1993 obronił pracę doktorską Z dziejów teorii wiązań chemicznych. Studium historyczno-metodologiczne, 16 stycznia 2014 habilitował się na podstawie pracy zatytułowanej Filozofia i jej nauczanie. Uwarunkowania kształcenia filozoficznego w Polsce.
Został zatrudniony na stanowisku adiunkta w Instytucie Filozofii, Socjologii i Psychologii na Wydziale Nauk Społecznych Akademii im. Jana Długosza w Częstochowie, oraz objął funkcję profesora nadzwyczajnego i kierownika w Katedrze Filozofii na Wydziale Humanistycznym Uniwersytetu Humanistycznego-Przyrodniczego im. Jana Długosza w Częstochowie.
Był prodziekanem na Wydziale Filologiczno-Historycznym Uniwersytetu Humanistycznego-Przyrodniczego im. Jana Długosza w Częstochowie.

## Publikacje
- 1992: U źródeł wiązań chemicznych[1]
- 1999: Filozofia a jej przekaz edukacyjny. Historyczne i metafilozoficzne uwarunkowania kształcenia filozoficznego[1]
- 1999: Dyskursywność koncepcji nauczania filozofii w ujęciu Tadeusza Czeżowskiego[1]
- 2003: Europa a Polska - idee dydaktyki nauk filozoficznych (analiza historyczna - wprowadzenie do problemu)[1]
- 2009: Edukacyjne konteksty relacji między filozofią teoretyczną a praktyczną”, w: D. Michałowska, S. Krzyśka (red.), „Zeszyty Filozoficzne” nr 14-15, Instytut Filozofii UAM, Poznań 2009, s. 278-291[1]
- 2009: Model Edukacji Filozoficznej: istotne zagrożenia na obecnym etapie wprowadzania filozofii do szkoły, ich źródła i konsekwencje[1]
- 2015: Granice negacji[1]